# Olaf Peters (Kunsthistoriker)
Olaf Peters (* 1964 in Hagen) ist ein deutscher Kunsthistoriker und Hochschullehrer.

## Leben
Olaf Peters studierte von 1987 bis 1992 an der Ruhr-Universität Bochum Kunstgeschichte, Philosophie und Neuere Geschichte und schloss sein Studium 1992 mit dem Magister artium der Kunstgeschichte ab. Als Stipendiat der Graduiertenförderung des Landes Nordrhein-Westfalen von 1993 bis 1996 wurde er in Bochum 1996 promoviert und erhielt 1997 ein weiteres Stipendium der Deutschen Forschungsgemeinschaft. Ab 1998 war er Assistent am Kunsthistorischen Institut der Rheinischen Friedrich-Wilhelms-Universität Bonn, zwischenzeitlich von 2002 bis 2003 auch Mitglied des Institute for Advanced Study in Princeton (New Jersey) und habilitierte sich 2004 in Bonn. Von 2004 bis 2006 war er Oberassistent am Kunsthistorischen Institut in Bonn. Seit 2006 ist er Professor für Neueste Kunstgeschichte und Kunsttheorie am Institut für Kunstgeschichte und Archäologien Europas der Martin-Luther-Universität Halle-Wittenberg (MLU) in Halle (Saale).
Peters verfasste vier Bücher, zahlreiche Aufsätze und gab mehrere Publikationen heraus. Seit 2005 ist er Fachredakteur der Online-Rezensionsjournale sehepunkte/KUNSTFORM und seit 2007 KUNSTFORM-Mitherausgeber.
Er ist seit 2006 Mitglied des Board of Trustees der Neuen Galerie New York und war 2007 Gründungs- und Vorstandsmitglied der Gesellschaft zur Förderung moderner Kunsthistoriographie, bei der er gleichzeitig als Mitherausgeber der mittlerweile im Verlag Walter de Gruyter erscheinenden gleichnamigen Schriftenreihe ist. Von 2010 war er 2014 Vorsitzender des wissenschaftlich-künstlerischen Beirats der Stiftung Moritzburg, dort auch Mitglied des Stiftungsrats und seit Ende 2014 Vorsitzender des Stiftungsbeirats. Zudem ist er Mitglied des Cultural Heritage Network an der MLU.
Seit 2010 kuratierte er mehrere Ausstellungen.
Peters ist verheiratet mit der Kunsthistorikerin Carina Plath.

## Publikationen (Auswahl)
- Rudolf Vombek, Zeichnungen 1974–1989. Katalog und Werkverzeichnis, hrsg. vom Karl-Ernst-Osthaus-Museum, Hagen 1989.
- Neue Sachlichkeit und Nationalsozialismus. Affirmation und Kritik 1931–1947 (zugl. Diss. Ruhr-Universität Bochum, 1996). Reimer, Berlin 1998, ISBN 978-3-496-01182-8.
- Vom Schwarzen Seiltänzer.  Max Beckmann zwischen Weimarer Republik und Exil (zugl. Hab.schr. Rheinische-Friedrich-Wilhelms-Universität Bonn). Reimer, Berlin 2005, ISBN 978-3-496-01333-4.
- Otto Dix. Der unerschrockene Blick. Eine Biographie. Reclam, Stuttgart 2013, ISBN 978-3-15-010938-0.
- Leonhard Helten/Hans W. Hubert/Olaf Peters/Guido Siebert (Hg.): Kontinente der Kunstgeschichte. Der Kunsthistoriker Wilhelm Vöge (1868–1952), Halle (Saale): mdv, 2019.